# Dilexit nos

Wappen von Papst Franziskus

Dilexit nos („Er hat uns geliebt“, Röm 8,37 ) ist eine Enzyklika von Papst Franziskus. Sie ist, wie bei solchen Texten üblich, nach ihrem Incipit benannt und wurde am 24. Oktober 2024 während der letzten Woche der Weltsynode veröffentlicht.
Dilexit nos ist nach Lumen fidei, Laudato si’ und Fratelli tutti die vierte Enzyklika von Papst Franziskus. Thema ist die menschliche und göttliche Liebe des Herzens Jesu Christi. Im Gegensatz zu den Sozialenzykliken Laudato si’ und Fratelli tutti legt Dilexit nos einen Schwerpunkt auf persönliche Frömmigkeit und die Herz-Jesu-Verehrung. Allerdings sieht der Papst die neue Enzyklika durchaus in einem engen inhaltlichen Zusammenhang mit den beiden Sozialenzykliken, wenn er schreibt: „Was in den Sozialenzykliken Laudato si’ und Fratelli tutti geschrieben steht, [ist] unserer Begegnung mit der Liebe Jesu Christi nicht fremd. Denn wenn wir aus dieser Liebe schöpfen, werden wir fähig, geschwisterliche Bande zu knüpfen, die Würde jedes Menschen anzuerkennen und zusammen für unser gemeinsames Haus Sorge zu tragen.“ „Sorge für das gemeinsame Haus“ war der Untertitel von Laudato si’.

## Historischer und theologischer Hintergrund
Die Enzyklika nimmt Bezug auf die Visionen, die die französische Ordensfrau und Mystikerin Margareta Maria Alacoque vor 350 Jahren, zwischen dem 27. Dezember 1673 und 1675, erlebte und auf Wunsch ihrer kirchlichen Oberen veröffentlichte. Sie wurden für die Herz-Jesu-Verehrung in der römisch-katholischen Kirche bedeutsam. Für den Jesuitenorden, dem Papst Franziskus selbst angehört, gehört die Pflege, Förderung und Verbreitung der Herz-Jesu-Verehrung zu den besonderen Aufgaben. Der Papst zitiert den früheren Generalsuperior der Jesuiten, Pedro Arrupe, der 1972 an die Ordensmitglieder schrieb: „Seit meinem Noviziat war ich immer davon überzeugt, dass die sogenannte „Herz-Jesu-Verehrung“ symbolisch das Tiefste des ignatianischen Geistes zum Ausdruck bringt und eine außerordentliche Wirksamkeit – ultra quam speraverint – besitzt, sowohl für die eigene Vervollkommnung als auch für die apostolische Fruchtbarkeit. [...] In dieser Verehrung liegt eine der tiefsten Quellen meines inneren Lebens.“  In Kirchenkreisen wird die Enzyklika als „geistliches Testament“ des Papstes bezeichnet.
„Herz“ ist nicht anatomisch zu verstehen, sondern als Symbol für das Innerste eines Menschen. Papst Franziskus bezieht sich dabei auf den altgriechischen profanen Sprachgebrauch: „Bei Homer bezeichnet [der Begriff Herz] nicht nur das körperliche, sondern auch das seelische und geistige Zentrum der menschlichen Person“; seit der Antike sei es als wichtig erkannt, „den Menschen nicht als eine Summe verschiedener Fähigkeiten zu betrachten, sondern als eine leiblich-geistige Einheit mit einem einheitstiftenden Zentrum, das allem, was der Mensch erlebt, einen Sinn- und Orientierungshintergrund verleiht“. (Nr. 3) „Die Verehrung des Herzens Christi ist nicht ein von der Person Jesu losgelöster Kult um ein Organ. Das, was wir betrachten und anbeten, ist der ganze Jesus Christus, der Mensch gewordene Sohn Gottes, dargestellt in einem Bild, das sein Herz besonders betont.“ (Nr. 48) „Es ist daher verständlich, dass die Kirche das Bild des Herzens gewählt hat, um die menschliche und göttliche Liebe Jesu Christi und den innersten Wesenskern seiner Person darzustellen.“ (Nr. 54)

## Inhalt
Die Enzyklika ist in fünf Kapitel und einen Schlussteil gegliedert, mit insgesamt 220 Nummern. Sie enthält folgende Themenkomplexe:

### Kapitel I – Die Wichtigkeit des Herzens (2–31)
Das Herz als „einheitstiftendes Zentrum, das allem, was der Mensch erlebt, einen Sinn- und Orientierungshintergrund verleiht“ (Nr. 3), und „Wesenskern“ der menschlichen Persönlichkeit ist auch der „Ort der Aufrichtigkeit, wo man nicht täuschen oder sich verstellen kann“, geradezu die „eigene nackte Wahrheit“ (Nr. 5) und Authentizität der Persönlichkeit. Und es ist der Ort der Begegnung mit anderen, der echten Bindung, der Poesie und der „Sitz der Liebe mit all ihren geistigen, seelischen und sogar körperlichen Komponenten“ (Nr. 21). Entgegen Begriffen wie Vernunft, Wille oder Freiheit, die in der Anthropologie dem „Herzen“ vorgezogen werden, so die Enzyklika, besteht „im Herzen eines jeden Menschen diese paradoxe Verbindung zwischen Selbstwertgefühl und Offenheit für andere“ (Nr. 18). Das Herz eröffnet somit eine soziale Komponente. Der Papst zitiert aus der Konstitution Lumen gentium des Zweiten Vatikanischen Konzils: „In Wahrheit hängen die Störungen des Gleichgewichts, an denen die moderne Welt leidet, mit jener tiefer liegenden Störung des Gleichgewichts zusammen, die im Herzen des Menschen ihren Ursprung hat.“ (Lumen gentium 10)

### Kapitel II – Gesten und Worte der Liebe (32–47)
Das Herz Jesu versinnbildlicht demnach Jesu „persönliche Mitte“, „aus der seine Liebe zu uns hervorströmt“. Hier sieht Papst Franziskus den „lebendigen Kern der ersten Verkündigung. Dort befindet sich der Ursprung unseres Glaubens, die Quelle, die die christlichen Überzeugungen lebendig hält“ (Nr. 32). Jesus Christus zeigte seine Liebe durch Gesten, Blicke und Worte, die auch seine Gefühle erkennen ließen, denn seine Worte hätten gezeigt, „dass seine Heiligkeit die Gefühle nicht auslöschte“; „bei einigen Gelegenheiten zeigten sie eine leidenschaftliche Liebe, die mit uns leidet, gerührt ist, klagt und sogar weint. Es ist offensichtlich, dass ihm die gewöhnlichen Sorgen und Ängste der Menschen, wie Müdigkeit oder Hunger, nicht gleichgültig waren“. (Nr. 44)

### Kapitel III – Dies ist das Herz, das so sehr geliebt hat (48–91)
Im Kapitel III geht es um die Verehrung des Herzens Christi, die „nicht ein von der Person Jesu losgelöster Kult um ein Organ“ ist (Nr. 48). „Wir verehren zwar das Bild, das ihn darstellt, aber die Anbetung gilt ausschließlich dem lebendigen Christus, in seiner Gottheit und in seiner ganzen Menschheit, um uns von seiner menschlichen und göttlichen Liebe umarmen zu lassen.“ (Nr. 49) Die verbreitete Darstellung eines Herzens mit Feuerflammen darf nicht darüber hinwegtäuschen, dass es Teil eines Bildnisses Jesu Christi ist; auch wenn das liebende Herz hervorgehoben ist, gehören zum Bild Jesu der „Blick, der zur Begegnung, zum Dialog und zum Vertrauen einlädt“, ferner „starke Hände, die fähig sind, uns zu stützen“ und ein „Mund, der uns auf einzigartige und ganz persönliche Weise anspricht“; „das Bild des Herzens muss uns in Beziehung zu dem ganzen Jesus Christus setzen“ (Nr. 54f.) Wichtig ist dem Papst, dass dieses Bild „von menschlichem Fleisch, von der Erde spricht und damit auch von Gott, der in unsere geschichtliche Verfasstheit eintreten, selbst Teil der Geschichte werden und unseren irdischen Weg mit uns gehen wollte“ (Nr. 58). Entgegen einer Theologie, die unter griechischen Einflüssen Körperlichkeit und Gefühle abgewertet hat, haben Spiritualität und Volksfrömmigkeit etwa durch die Herz-Jesu-Verehrung (und den Kreuzweg) „die Beziehung zu den somatischen, psychologischen und historischen Aspekten Jesu lebendig gehalten“ (Nr. 63); die Anbetung Jesu Christi ist eine einzige, die „untrennbar sowohl seine göttliche als auch seine menschliche Natur einschließt“ (Nr. 68). Und sie ist trinitarisch: „Die Liebe Christi ist eine Offenbarung der Barmherzigkeit des Vaters“ (Nr. 77; vgl. Joh 1,18 ), die stetig durch „das Wirken des Heiligen Geistes im menschlichen Herzen Christi“ hervorgerufen wird (Nr. 76; vgl. Röm 8,14-17 ).
Die Enzyklika geht im Folgenden kurz auf einige Aussagen der Päpste seit Leo XIII. zur Herz-Jesu-Verehrung ein, und sie kritisiert Jansenismus, Dualismus und Säkularisierung, die durch die Herz-Jesu-Verehrung ausgeglichen werden können, weil sie die „Liebe Christi, die sich in seinem Heiligsten Herzen darstellt“, vertieft: „Dort finden wir das ganze Evangelium, dort ist die Wahrheit zusammengefasst, die wir glauben, dort ist das, was wir im Glauben anbeten und suchen, dort ist das, was wir am meisten brauchen.“ (Nr. 89)

### Kapitel IV – Die Liebe, die zu trinken gibt (92–163)
In den Kapiteln IV und V hebt der Papst zwei grundlegende Aspekte der Herz-Jesu-Verehrung hervor, die es heute zu beachten gilt: die persönliche geistliche Erfahrung und das gemeinschaftliche und missionarische Engagement.
Er weist auf die Texte des Alten und Neuen Testaments hin und schlägt einen Bogen von der Erfahrung des Volkes Israel zur messianischen Zeit: Israel hatte „die Wüste durchwandert“ und wartete auf die Befreiung, als ihm „eine Fülle lebensspendenden Wassers verheißen war: ‚Ihr werdet Wasser freudig schöpfen aus den Quellen des Heils‘ (Jes 12,3 )“. Die messianische Erwartung wird mit dem Bild einer für das Volk geöffneten Quelle ausgedrückt: „Doch über das Haus David und über die Einwohner Jerusalems werde ich einen Geist des Mitleids und des flehentlichen Bittens ausgießen. Und sie werden auf mich blicken, auf ihn, den sie durchbohrt haben. […] An jenem Tag wird für das Haus David und für die Einwohner Jerusalems eine Quelle entspringen gegen Sünde und Unreinheit (Sach 12,10 ; 13,1 )“. Papst Franziskus schreibt: „Ein durchbohrter Mensch, eine offene Quelle, ein Geist der Gnade und des Gebets. Die ersten Christen sahen diese Verheißung klar in der offenen Seite Christi erfüllt, der Quelle, aus der das neue Leben hervorströmt. Wenn wir das Johannesevangelium durchgehen, sehen wir, wie sich diese Prophezeiung in Christus erfüllt hat. … Die offene Quelle ist die verwundete Seite Jesu“; „die durchbohrte Seite ist gleichzeitig der Sitz der Liebe“. (Nr. 95f, Nr. 99; vgl. Joh 19,34–37 )
Die Enzyklika geht dann auf die Entfaltung dieser Vorstellung in der Geschichte der Theologie und der christlichen Spiritualität ein; zitiert werden u. a. Ambrosius, Augustinus von Hippo, Bernhard von Clairvaux, Wilhelm von Saint-Thierry, Bonaventura, Gertrud von Helfta, Katharina von Siena, Franz von Sales und insbesondere Margareta Maria Alacoque und der Jesuit Claude de la Colombière, in der Neuzeit Charles de Foucauld und Theresia vom Kinde Jesus. Bei Theresia hebt Papst Franziskus hervor: „In vielen ihrer Texte erkennt man ihren Kampf gegen Spiritualitätsformen, die sich zu sehr auf die menschliche Anstrengung fokussieren, auf die eigenen Verdienste, auf das Darbringen von Opfern, auf bestimmte Pflichterfüllungen, um ‚sich den Himmel zu verdienen‘. Das Verdienst besteht für sie ‚nicht im vielen Tun oder Geben, sondern vielmehr im Empfangen‘.“ (Nr. 139)
Am Ende des Kapitels leitet der Papst über auf „die gemeinschaftliche, soziale und missionarische Dimension einer jeden wahren Verehrung des Herzens Christi. … Denn im selben Augenblick, in dem uns das Herz Christi zum Vater führt, sendet es uns zu unseren Brüdern und Schwestern. In den Früchten des Dienstes, der Geschwisterlichkeit und der Mission, die das Herz Christi durch uns hervorbringt, wird der Wille des Vaters erfüllt. Auf diese Weise schließt sich der Kreis: »Mein Vater wird dadurch verherrlicht, dass ihr reiche Frucht bringt« (Joh 15,8 ).“ (Nr. 163)

### Kapitel V – Liebe mit Liebe erwidern (164–216)
In diesem Abschnitt geht der Papst von den geistlichen Erfahrungen der heiligen Margareta Maria Alacoque aus, die von ihrer mystische Erfahrung berichtete, dass Jesus danach verlangt („dürstet“), dass seine Liebe erwidert wird. Franziskus zitiert Papst Leo XIII., der 1899 in der Enzyklika Annum sacrum schrieb, dass durch das Bildnis des Heiligsten Herzens die Liebe Christi die Menschen auch zur Gegenliebe antreibe. Das Neue Testament nennt viele Weisungen Jesu zur Nächstenliebe und sagt, „dass die beste Antwort auf die Liebe seines Herzens die Liebe zu unseren Brüdern und Schwestern ist; es gibt keine größere Geste, die wir ihm anbieten können, um seine Liebe mit Liebe zu erwidern. … Was ihr für einen meiner geringsten Brüder getan habt, das habt ihr mir getan (Mt 25,40 ).“ (Nr. 164–167)

„Indem er sich mit den Geringsten in der Gesellschaft identifizierte, brachte Jesus die große Neuheit der Anerkennung der Würde jedes Menschen, auch und gerade derjenigen, die als „unwürdig“ betrachtet wurden. Dieses neue Prinzip in der Menschheitsgeschichte, wonach der Mensch umso mehr „wert“ ist, respektiert und geliebt zu werden, je schwächer, elender und leidender er ist, bis hin zum Verlust seiner menschlichen „Gestalt“, hat das Gesicht der Welt verändert und zur Gründung von Einrichtungen geführt, die sich um Menschen in schwierigen Lebensumständen kümmern: ausgesetzte Neugeborene, Waisen, allein gelassene alte Menschen, psychisch Kranke, Menschen mit unheilbaren Krankheiten oder schweren Missbildungen, Menschen, die auf der Straße leben.“

### Schluss (217–220)
Papst Franziskus verweist am Schluss auf seine beiden Sozial-Enzykliken Laudato si und Fratelli tutti über die Nächstenliebe, die keinen Gegensatz bedeuten zu Dilexit nos über die Gottesliebe: „Wenn wir aus dieser Liebe schöpfen, werden wir fähig, geschwisterliche Bande zu knüpfen, die Würde jedes Menschen anzuerkennen und zusammen für unser gemeinsames Haus Sorge zu tragen.“ Die Liebe Christi sei weit entfernt von dem „abartigen Räderwerk“, dass „Sinn und Würde von Dingen abhängen, die man durch die Macht des Geldes erwirbt“. Wenn Menschen nur anzuhäufen, konsumieren und sich ablenken, bleibe kein Platz für bedingungslose Liebe. Auch bezogen auf die Kirche warnt der Papst davor, dass „an die Stelle der Liebe Christi vergängliche Strukturen, Zwangsvorstellungen vergangener Zeiten, Anbetung der eigenen Gesinnung oder Fanatismus aller Art treten“. Er schließt mit dem Wunsch, dass die „Ströme lebendigen Wassers“ aus dem Herzen Jesu fließen, „um die Wunden zu heilen, die wir selbst uns zufügen, um unsere Fähigkeit zur Liebe und zum Dienen zu stärken, um uns anzutreiben, zu lernen, gemeinsam auf eine gerechte, solidarische und geschwisterliche Welt hinzuarbeiten“.

## Ausgaben
- Papst Franziskus: Dilexit nos. Er hat uns geliebt. Mit Meisterwerken der christlichen Kunst. Enzyklika über die menschliche und göttliche Liebe des Herzens Jesu Christi. St. Benno Verlag GmbH, Leipzig 2024, ISBN 978-3-7462-6756-2.
- Enzyklika Dilexit nos von Papst Franziskus über die menschliche und göttliche Liebe des Herzens Jesu Christi (= Verlautbarungen des Apostolischen Stuhls Nr. 242), Deutsche Bischofskonferenz, Bonn 2024.